# Lomito
 (novembre 2019).
Si vous disposez d'ouvrages ou d'articles de référence ou si vous connaissez des sites web de qualité traitant du thème abordé ici, merci de compléter l'article en donnant les références utiles à sa vérifiabilité et en les liant à la section « Notes et références ».
Le lomito ou sándwich de lomo ou simplement lomo est un sandwich typique de la cuisine argentine, plus spécifiquement de la gastronomie de Cordoba, Mendoza et Santiago del Estero. Sa forme habituelle de consommation consiste en un steak de lomo de veau, fromage, jambon, œuf au plat, tomate, laitue et sauces diverses telles que moutarde, mayonnaise ou sauce chimichurri, entre deux pains de forme rectangulaire. Souvent, le pain est grillé pour éviter que l'humidité des ingrédients ne le mouille. Le lomito est aussi consommé au Paraguay et en Uruguay.